# Dolmen von Gornevèse

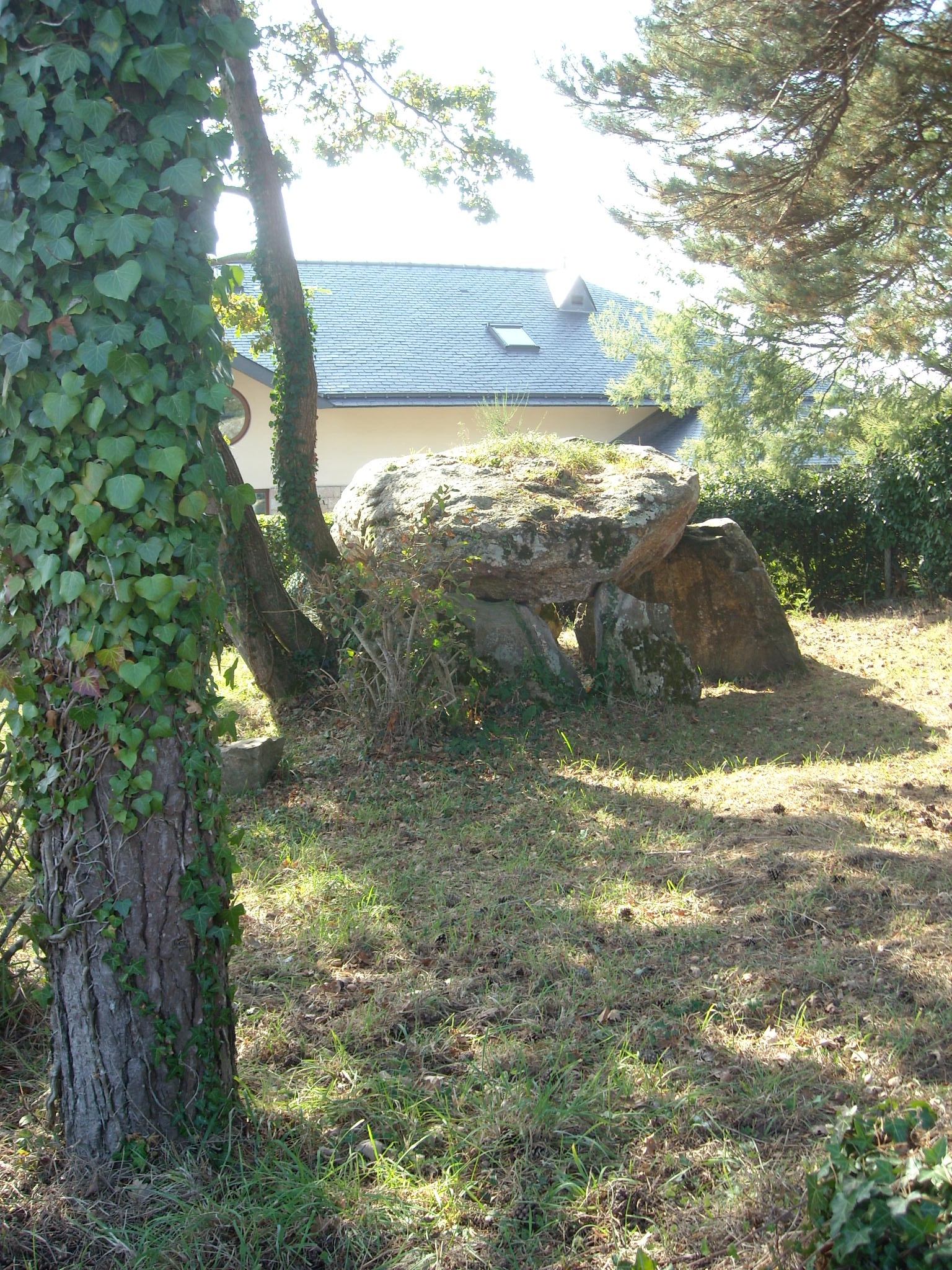
Dolmen von Gornevèse

Der Dolmen von Gornevèse  (auch Gornevez) liegt in einer kleinen Parkanlage in der Route du Gornevèze, in Le Gornevèze, einem Ortsteil von Séné südlich von Vannes im Département Morbihan in der Bretagne in Frankreich. Dolmen ist in Frankreich der Oberbegriff für Megalithanlagen aller Art (siehe: Französische Nomenklatur).
Der 1878 untersuchte neolithische Dolmen besteht aus drei Tragsteinen die eine etwa 3,0 × 1,0 m große Deckenplatte stützen.
Der meernahe Dolmen wurde 1968 als Monument historique eingestuft.

Dolmen von Gornevèse
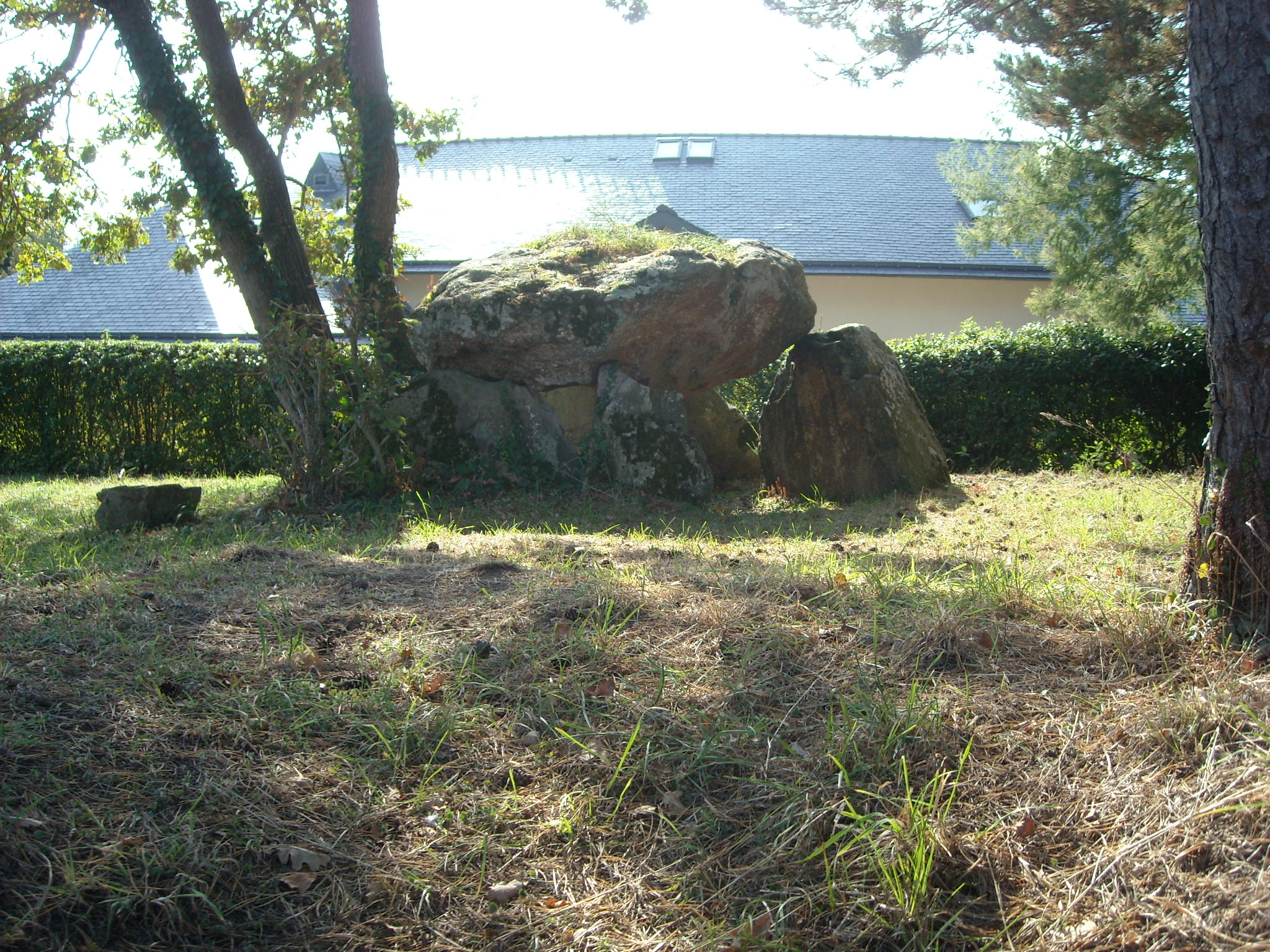
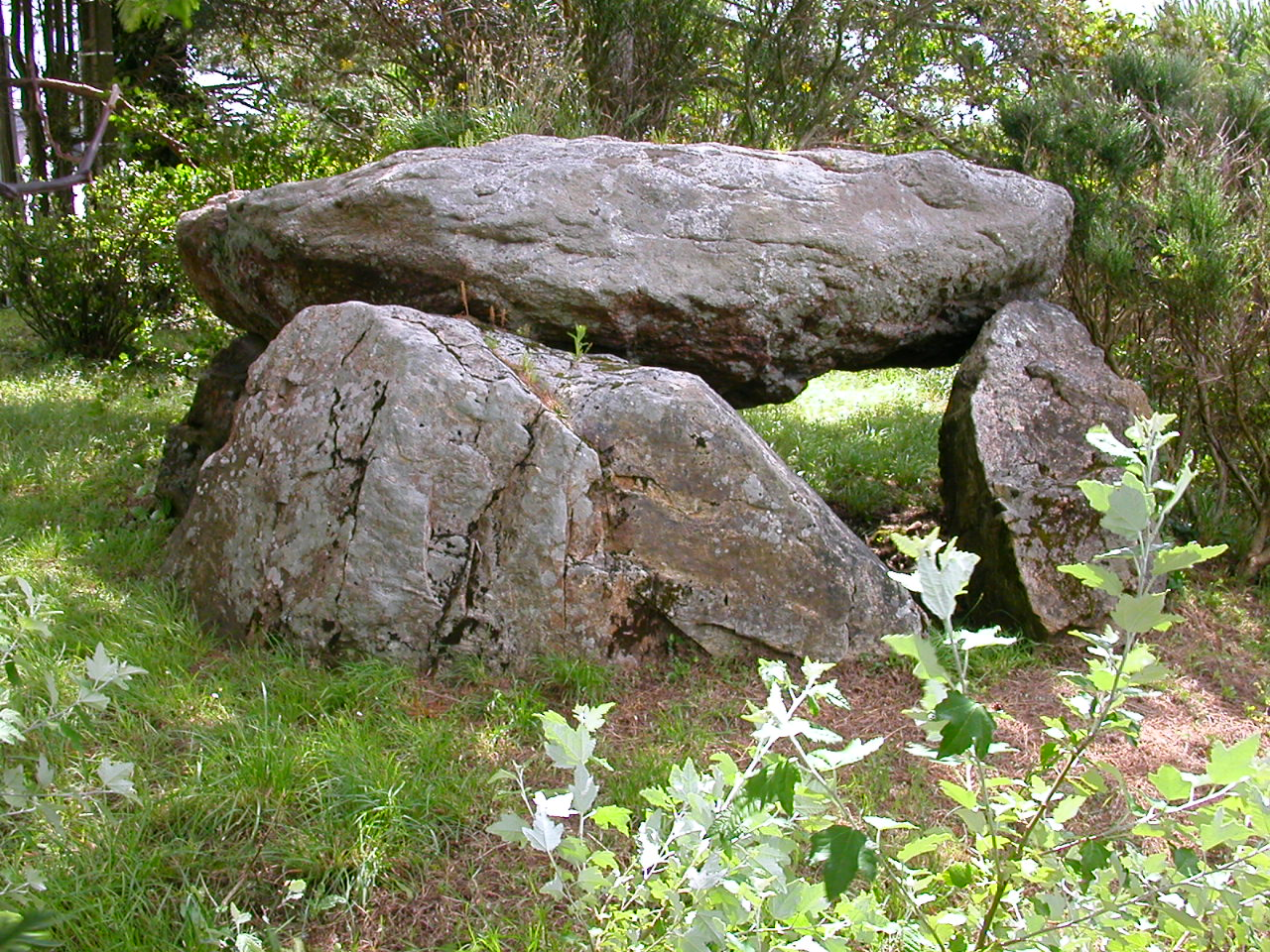
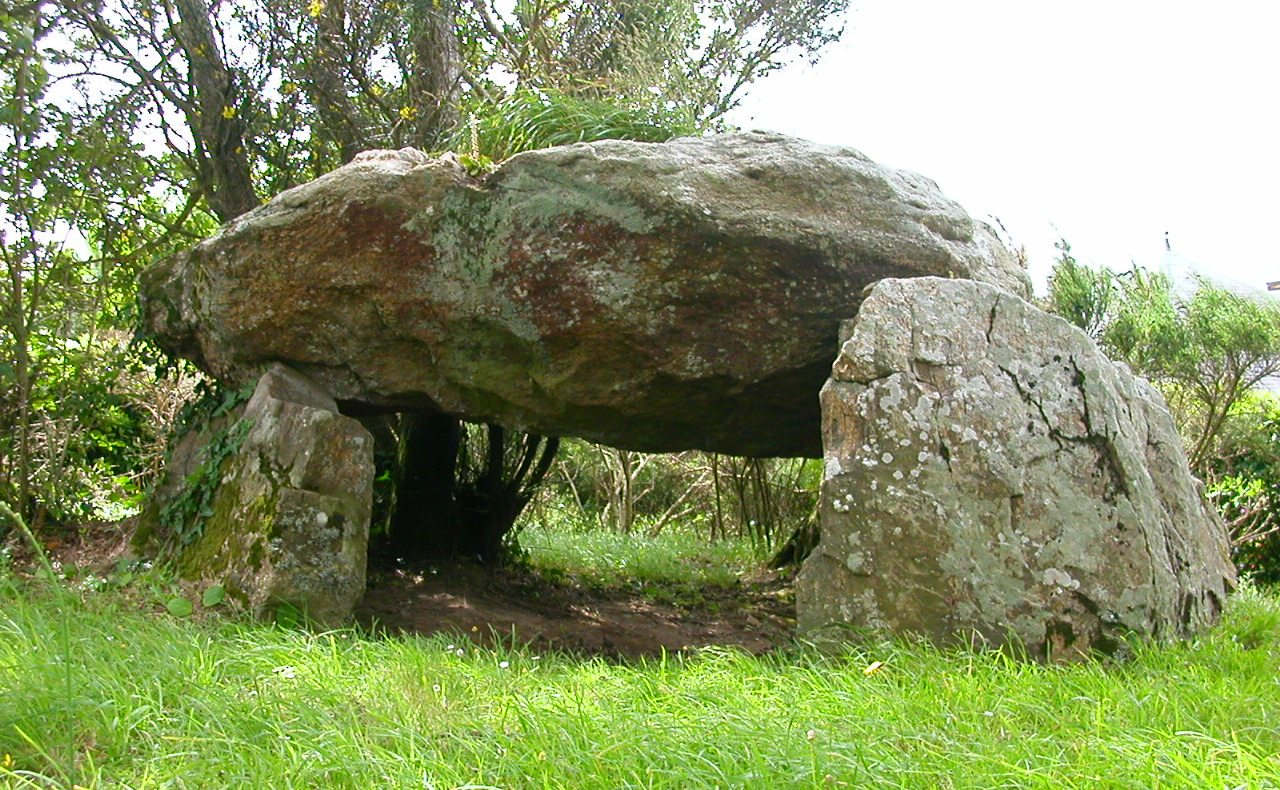